# Dazzling Gold

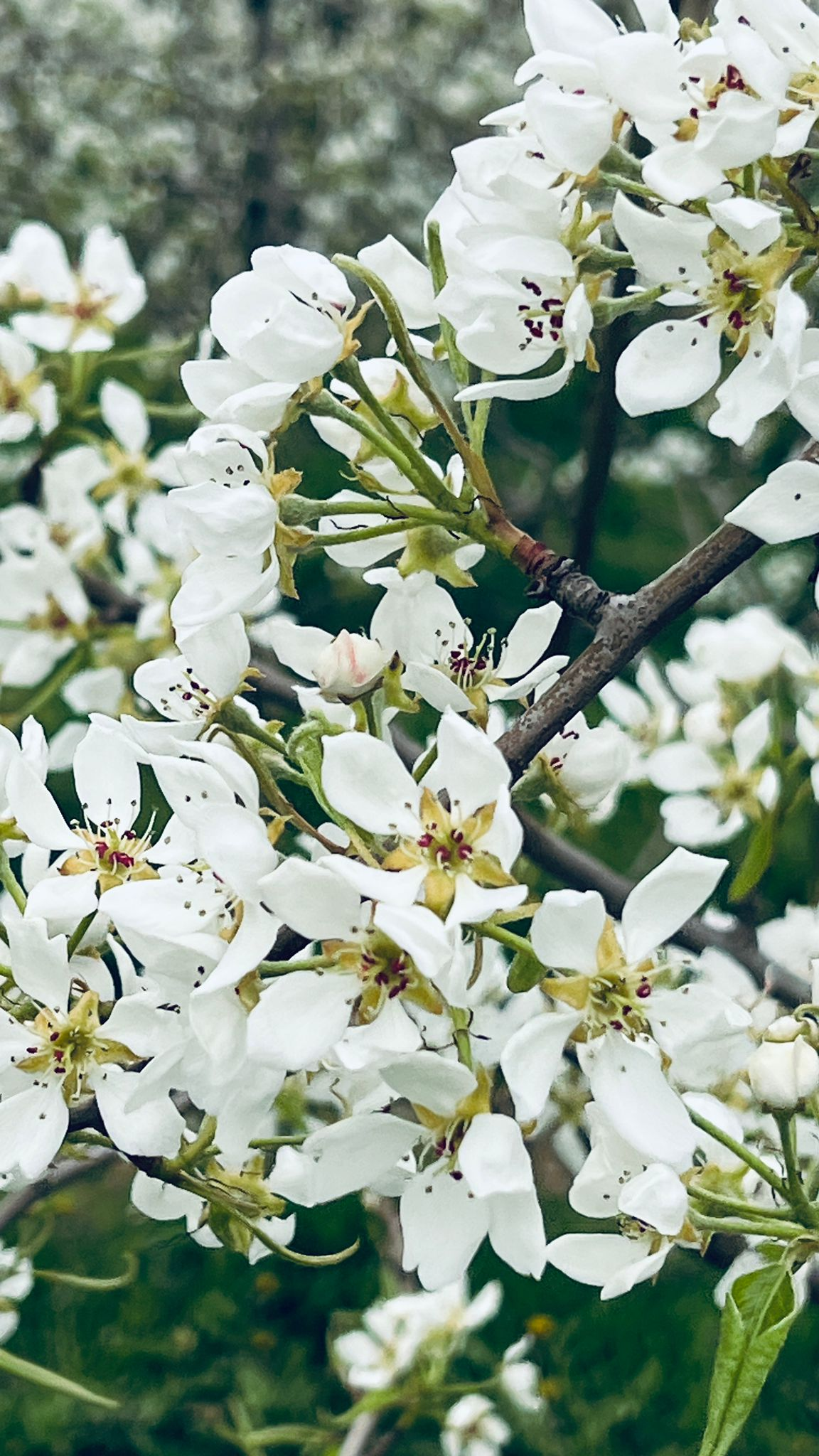
Dazzling Gold-bloesem

Dazzling Gold is een perenras dat zich kenmerkt door zijn egaal goudbruine kleur, stevige en compacte sappige textuur. Dazzling Gold, ook bekend onder de naam Uta kent zijn oorsprong in Duitsland en is een kruising van Madame Verte en Bosc's Flaschenbirne.

## Voedingswaarden
Voedingswaarden (per 100 g niet bereid):
- Kcal: 54
- Vet: 0,3 g
- Koolhydraten: 11 g
- Eiwit: 0,5 g
- Vitamine C: 3 mg
- Vezels: 2,8 g
- KJ: 229